# Parafia Znalezienia Krzyża Świętego w Godzikowicach
Parafia Znalezienia Krzyża Świętego w Godzikowicach – znajduje się w dekanacie Oława w archidiecezji wrocławskiej. Erygowana w 1997 roku.
Obsługiwana przez księży archidiecezjalnych. Jej proboszczem jest ks. mgr Andrzej Ilnicki.

## Parafialne księgi metrykalne
| Księgi metrykalne | Okres ewidencji |
| ----------------- | --------------- |
| chrztów           | 1997 – 2020     |
| ślubów            | 1997 – 2020     |
| zgonów            | 1997 – 2020     |